# Подійно-орієнтоване програмування
Подійно-орієнтоване програмування (англ. event-driven programming; надалі ПОП) — парадигма програмування, в якій виконання програми визначається подіями — діями користувача (клавіатура, миша), повідомленнями інших програм і потоків, подіями операційної системи (наприклад, надходженням мережевого пакета).
ПОП можна також визначити як спосіб побудови комп'ютерної програми, при якому в коді (як правило, в головний функції програми) явним чином виділяється головний цикл програми, тіло якого складається з двох частин: отримання повідомлення про подію і обробки події.
Як правило, в реальних завданнях виявляється неприпустимим тривале виконання обробника події, оскільки при цьому програма не може реагувати на інші події. У зв'язку з цим при написанні подійно-орієнтованих програм часто застосовують автоматне програмування.

## Сфера застосування
Подійно-орієнтоване програмування, зазвичай застосовують в трьох випадках:
1. При побудові користувацьких інтерфейсів (в тому числі графічних);
2. При створенні серверних застосунків у разі, якщо з тих чи інших причин небажано породження обслуговуючих процесів;
3. При програмуванні ігор, в яких здійснюється управління значною кількістю об'єктів.

## Застосування в серверних програмах
Подійно-орієнтоване програмування застосовується в серверних програмах для вирішення проблеми масштабування на 10000 одночасних з'єднань і більше.
У серверах, побудованих за моделлю «один потік на з'єднання», проблеми з масштабованістю виникають з наступних причин:
- Занадто великі накладні витрати на структури даних операційної системи, необхідні для опису однієї задачі (сегмент стану завдання, стек);
- Занадто великі накладні витрати на перемикання контекстів.

Філософською передумовою для відмови від потокової моделі серверів може служити вислів Алана Кокса: «Комп'ютер - це кінцевий автомат. Потокове програмування потрібно тим, хто не вміє програмувати кінцеві автомати ».
Серверний застосунок при подійно-орієнтованому програмуванні реалізується на системному виклику, який отримує повідомлення події одночасно від багатьох дескрипторів (мультиплексування). При обробці подій використовуються виключно неблокуючі операції введення-виведення, щоб ні один дескриптор не перешкоджав обробці подій від інших дескрипторів.

### Мультиплексування
Для мультиплексування сполук можуть бути використані наступні засоби операційної системи:
- Select (більшість UNIX систем). Погано масштабується, через те, що список дескрипторів представлений у вигляді бітової карти;
- Poll і epoll (Linux);
- Kqueue (FreeBSD);
- /Dev/poll ( Solaris);
- IO completion port (Windows);
- POSIX AIO на поточний момент тільки для операцій дискового введення-виведення;
- Io submit і eventfd для операцій дискового введення-виведення.

### Приклади реалізацій
- Вебсервери:
  - Nginx
  - Lighttpd
- Проксі-сервери:
  - Squid
- Серверні платформи
  - node.js

## Застосування в настільних програмах
У сучасних мовах програмування події та обробники подій є центральною ланкою реалізації графічного інтерфейсу користувача. Розглянемо, наприклад, взаємодію програми з подіями від миші. Натискання правої клавіші миші викликає системне переривання, що запускає певну процедуру всередині операційної системи. У цій процедурі відбувається пошук вікна, що знаходиться під курсором миші. Якщо вікно знайдено, то дана подія надсилається в чергу обробки повідомлень цього вікна. Далі, в залежності від типу вікна, можуть генеруватися додаткові події. Наприклад, якщо вікно є кнопкою (у Windows всі графічні елементи є вікнами), то додатково генерується подія натискання на кнопку. Відмінність останньої події в тому, що вона більш абстрактна, а саме, не містить координат курсору, а говорить просто про те, що було вироблено натискання на цю кнопку.
Обробник події може виглядати наступним чином (на прикладі C #):
```
        
private
 
void
 
button1_Click
 
(
object
 
sender
,
 
EventArgs
 
e
)

        
{

            
MessageBox
.
Show
 
(
"Була натиснута кнопка"
);

        
}

```

Тут обробник події є процедурою, в яку передається параметр sender, як правило містить покажчик на джерело події. Це дає змогу використовувати одну й ту ж процедуру для обробки подій від декількох кнопок, розрізняючи їх за цим параметром.

### Мови програмування
У мові C# події реалізовані як елемент мови і є членами класів. Механізм подій тут реалізує шаблон проектування Publisher / Subscriber. Приклад оголошення події:
```
    
public
 
class
 
MyClass

    
{

        
public
 
event
 
EventHandler
 
MyEvent
;

    
}

```

ТутEventHandler- делегат, що визначає тип процедури обробника подій. Підписка на подію проводиться таким чином:
```
            
myClass
.
MyEvent
 
+
 
=
 
new
 
EventHandler
 
(
Handler
);

```

ТутmyClass- екземпляр класуMyClass,Handler- процедура-обробник. Подія може мати необмежену кількість обробників. При додаванні обробника події він додається до спеціального стек, а при виникненні події викликаються всі обробники за їх порядку в стеці. Відписка від події, тобто видалення обробника виконується аналогічно, але з використанням оператора «-=».
Різні мови програмування підтримують ПОП в різному ступені. Найповнішу підтримку подій мають наступні мови (неповний список):
- Perl
- Java
- Delphi
- C #

Інші мови, в більшості з них, підтримують події як обробку виключних ситуацій.

## Інструменти і бібліотеки
- подійно-орієнтована обробка з «Azuki framework»
- Подійна бібліотека мови Eiffel
- Cocoa & Objective-C, рефлексивна об'єктно-орієнтована мова програмування, який додає повідомлення в стилі Smalltalk в мову Сі.
- GLib
- Gui4Cli, подійно-орієнтована мова програмування для Windows
- event loop management library [Архівовано 9 квітня 2020 у Wayback Machine.]
- Libsigc + +
- Libevent
- POCO
- Libasync, частина бібліотек sfs і sfslite [2], ефективна подійна бібліотека для C++
- Perl Object Environment
- PRADO, компонентний подійно-орієнтований інструмент для Web-програмування на PHP 5
- Tcl
- Twisted, Python
- The Qt Toolkit, a cross-platform GUI toolkit for C + + based on an event-driven model. A version called Qt / Console exists which omits the GUI features, but still includes the event-handling framework and some other features like cross-platform networking, threading, and XML libraries.
- QP - родина відкритих подійно-орієнтованих середовищ для вбудованих систем реального часу

 [Архівовано 8 липня 2008 у Wayback Machine.]
- Simple Unix Events aka SUE [Архівовано 29 березня 2010 у Wayback Machine.], проста об'єктно-орієнтована бібліотека для побудови подійно-орієнтованих програм під Unix на мові C++.